# Maorysek rdzawogłowy
Maorysek rdzawogłowy, maorysek towarzyski (Mohoua novaeseelandiae) – gatunek małego ptaka z rodziny maorysków (Mohouidae). Endemit Nowej Zelandii – występuje na Wyspie Południowej, Wyspie Stewart oraz na okolicznych wysepkach.

## Systematyka
Nie wyróżnia się podgatunków.

## Morfologia
Długość ciała około 13 cm. Masa ciała: samce 13,5 g, samice 11 g.
Samce, samice i osobniki młodociane są do siebie podobne.

## Zachowanie
Maoryski rdzawogłowe żywią się owadami. Mocne palce i nogi pozwalają im utrzymać się głową w dół podczas zbierania owadów z liści i gałęzi. Niekiedy zjadają też owoce.
Pod koniec XIX wieku, gdy stada maorysków rdzawogłowych były jeszcze liczne, czasami, gdy brakowało im pożywienia, przylatywały w okolice ubojni owiec, aby pożywić się mięsem zabitych zwierząt.
Gniazdo buduje samica w gęstym listowiu w koronach drzew, czasem w krzewach lub na niskich drzewach 1–10 m nad ziemią. W zniesieniu 2–4 jaja (zazwyczaj 3), składane w odstępach 24-godzinnych. Samica sama wysiaduje przez 17–21 dni. Oba ptaki z pary karmią pisklęta, które stają się w pełni opierzone w wieku 18-22 dni.

## Status
IUCN uznaje maoryska rdzawogłowego za gatunek najmniejszej troski (LC, Least Concern) nieprzerwanie od 1988 roku. Liczebność populacji nie została oszacowana, ale ptak ten opisywany jest jako lokalnie pospolity i szeroko rozpowszechniony. Trend liczebności populacji uznawany jest za spadkowy.